# هارولد هال
هارولد هال (بالإنجليزية: Harold Hall)‏ (1 يناير 1887 في المملكة المتحدة - ) هو لاعب كرة قدم بريطاني (وحمل سابقاً جنسية المملكة المتحدة لبريطانيا العظمى وأيرلندا) في مركز الدفاع. لعب مع غريمسبي تاون وهدرسفيلد تاون وRotherham Town F.C. (1899) ‏ ونادي روذرهام تاون.